# هربرت جيمسون
هربرت براذرسون جميسون (17 سبتمبر 1875 - 22 يونيو 1938) لاعب عداء أمريكي متخصص في سباق 200 متر، فاز بالميدالية الفضية في سباق 400 متر في دورة الألعاب الأولمبية الصيفية 1896. لم يكن سباق 200 متر المفضل لديه جزءًا من الألعاب الأولمبية بعد.

## نشأته
ولد هربرت في 17 سبتمبر 1875 في بيوريا، إلينوي، الولايات المتحدة، تخرج جاميسون من جامعة برينستون في عام 1897 وانضم إلى شركة العائلة في مجال الزراعة. وبعد سبع سنوات أسس وكالة تأمين في مسقط رأسه بيوريا بولاية إلينوي، والتي أدارها حتى وفاته.

## روابط خارجية
- هربرت جيمسون في موقع أوليمبيديا